# بطولة الأمم الست 2018
بطولة الأمم الستة 2018 (بالإيطالية: Sei Nazioni 2018)‏ هو الموسم 124 من  بطولة الأمم الستة، وهو الموسم 124 من  بطولة الأمم الستة. أقيم خلال الفترة 3 فبراير 2018 وحتى 17 مارس 2018، وفاز فيه منتخب أيرلندا الوطني لاتحاد الرغبي.